# Чемпионат Узбекистана по фигурному катанию
Чемпионат Узбекистана по фигурному катанию — соревнование по фигурному катанию среди спортсменов Узбекистана, проводимое с 1993 года. В связи с отсутствием в стране катка, отвечающего международным нормам, соревнования в настоящее время проводятся лишь среди детей, а взрослые спортсмены, представляющие Узбекистан на международном уровне, тренируются, преимущественно, в России. В 2010 году в преддверии Олимпийских игр был проведен (после четырёхлетнего перерыва) «взрослый» чемпионат.

## История
История развития фигурного катания в Узбекистане началась с вводом в строй в 1970 году в Ташкенте Ледового дворца спорта. Через десять лет воспитанники Республиканской специализированной детско-юношеской спортивной школы олимпийского резерва по фигурному катанию Марина Никитюк и Рашид Кадыркаев стали серебряными призёрами чемпионата мира среди юниоров в парном катании. Впоследствии спортсмены Узбекистана регулярно входили в состав сборной команды СССР по фигурному катанию. Кадыркаев уже с другой партнёршей — Еленой Квитченко — трижды становился бронзовым призёром чемпионатов СССР, участвовал в чемпионатах Европы и мира.
В 1991 году победителем первенства мира среди юниоров стал танцевальный дуэт из Ташкента — Алики Стергиаду и Юрий Разгуляев (еще под флагом СССР), впоследствии не раз становившийся чемпионом Азии, победителем и призёром крупных международных соревнований. Пара участвовала в зимних Олимпийских играх 1994 года в Лиллехамере.
Наибольших успехов в годы независимости страны добилась одиночница Татьяна Малинина, которая в сезоне 1998—1999 была одним из лидеров мирового женского одиночного катания. Она выиграла турнир NHK Trophy (1998, Саппоро), обыграв Ирину Слуцкую, затем финал Гран-при, где на второй и третьей ступенях пьедестала почета оказались две будущие чемпионки мира Мария Бутырская (1999) и Ирина Слуцкая (2002, 2005), и стала первой в истории победительницей турнира четырёх континентов (1999, Галифакс).
В настояцее время основной костяк узбекистанской сборной тренируется в России, в городе Первоуральске, а танцевальные дуэты — в Москве.

## Медалисты

### Мужчины
| Медалисты в мужском одиночном катании | Медалисты в мужском одиночном катании | Медалисты в мужском одиночном катании | Медалисты в мужском одиночном катании | Медалисты в мужском одиночном катании |                           |
| ------------------------------------- | ------------------------------------- | ------------------------------------- | ------------------------------------- | ------------------------------------- | ------------------------- |
| Год                                   | Место проведения                      | Золото                                | Серебро                               | Бронза                                |                           |
| 1997                                  |                                       | Роман Скорняков                       |                                       |                                       |                           |
| 1998                                  |                                       | Роман Скорняков                       |                                       |                                       |                           |
| 1999                                  |                                       | Роман Скорняков                       | Владимир Беломоин                     |                                       |                           |
| 2000                                  |                                       | Роман Скорняков                       |                                       |                                       |                           |
| 2001                                  |                                       | Роман Скорняков                       | Владимир Беломоин                     | Ренет Ахметханов                      |                           |
| 2002                                  |                                       | Роман Скорняков                       | Владимир Беломоин                     |                                       |                           |
| 2003                                  |                                       | Роман Скорняков                       | Владимир Беломоин                     | Ренет Ахметханов                      |                           |
| 2004                                  |                                       | Ренет Ахметханов                      | Дмитрий Лапшин                        | Максим Фархутдинов                    |                           |
| 2005                                  |                                       | Юрий Москвин                          | Максим Фархутдинов                    | Егор Кочеева                          |                           |
| 2006 -2009                            | Соревнования не проводились           | Соревнования не проводились           | Соревнования не проводились           |                                       |                           |
| 2010                                  |                                       | Миша Ге                               | Даниил Перминов                       | Никита Ким                            |                           |
| 2011                                  |                                       | Миша Ге                               | Даниил Перминов                       | Никита Ким                            |                           |
| 2012 -2015                            | Соревнования не проводились           | Соревнования не проводились           | Соревнования не проводились           | Соревнования не проводились           |                           |
| 2016                                  |                                       | Миша Ге                               | Не было других участников             | Не было других участников             | Не было других участников |
| 2017                                  |                                       | Миша Ге                               | Не было других участников             | Не было других участников             | Не было других участников |

### Женщины
| Медалисты в женском одиночном катании | Медалисты в женском одиночном катании | Медалисты в женском одиночном катании | Медалисты в женском одиночном катании | Медалисты в женском одиночном катании |
| ------------------------------------- | ------------------------------------- | ------------------------------------- | ------------------------------------- | ------------------------------------- |
| Год                                   | Место проведения                      | Золото                                | Серебро                               | Бронза                                |
| 1993                                  |                                       | Татьяна Малинина                      |                                       |                                       |
| 1994                                  |                                       | Татьяна Малинина                      |                                       |                                       |
| 1995                                  |                                       | Татьяна Малинина                      |                                       |                                       |
| 1996                                  |                                       | Татьяна Малинина                      |                                       |                                       |
| 1997                                  |                                       | Татьяна Малинина                      |                                       |                                       |
| 1998                                  |                                       | Татьяна Малинина                      | Анастасия Гимазетдинова               |                                       |
| 1999                                  |                                       | Татьяна Малинина                      | Анастасия Гимазетдинова               |                                       |
| 2000                                  |                                       | Татьяна Малинина                      | Анастасия Гимазетдинова               |                                       |
| 2001                                  |                                       | Татьяна Малинина                      | Анастасия Гимазетдинова               | Аделя Чанишева                        |
| 2002                                  |                                       | Татьяна Малинина                      | Анастасия Гимазетдинова               |                                       |
| 2003                                  |                                       | Анастасия Гимазетдинова               | Олеся Снегур                          | Аделя Чанишева                        |
| 2004                                  |                                       | Анастасия Гимазетдинова               | Светлана Дарябина                     | Олеся Снегур                          |
| 2005                                  |                                       | Анастасия Гимазетдинова               | Олеся Снегур                          | Не было других участников             |
| 2006 -2009                            | Соревнования не проводились           | Соревнования не проводились           | Соревнования не проводились           | Соревнования не проводились           |
| 2010                                  |                                       | Анастасия Гимазетдинова               | Севара Халилова                       | Шохсанам Тахирова                     |
| 2011                                  |                                       | Анастасия Гимазетдинова               | Шохсанам Тахирова                     | Севара Халилова                       |
| 2012 -2017                            | Соревнования не проводились           | Соревнования не проводились           | Соревнования не проводились           | Соревнования не проводились           |
| 2018                                  | Ташкент                               | Шохсанам Тохирова                     | Камилла Фарадаева                     | Мария Филиппова                       |
| 2021                                  | Ташкент                               | Нигинабону Жамолиддинова              | Лазиза Салиева                        | Екатерина Тертичная                   |
| 2022                                  | Ташкент                               | Нигинабону Жамолиддинова              |                                       |                                       |

### Пары
| Медалисты в парном катании | Медалисты в парном катании                                                                 | Медалисты в парном катании                                                                 | Медалисты в парном катании                                                                 | Медалисты в парном катании                                                                 |
| -------------------------- | ------------------------------------------------------------------------------------------ | ------------------------------------------------------------------------------------------ | ------------------------------------------------------------------------------------------ | ------------------------------------------------------------------------------------------ |
| Год                        | Место проведения                                                                           | Золото                                                                                     | Серебро                                                                                    | Бронза                                                                                     |
| 1996                       |                                                                                            | Елена Ершова / Евгений Свиридов                                                            |                                                                                            |                                                                                            |
| 1997                       |                                                                                            | Елена Ершова / Евгений Свиридов                                                            | Ирина Галинка / Артём Князев                                                               |                                                                                            |
| 1998                       |                                                                                            | Наталья Пономарёва / Евгений Свиридов                                                      | Ирина Галинка / Артём Князев                                                               |                                                                                            |
| 1999                       |                                                                                            | Наталья Пономарёва / Евгений Свиридов                                                      |                                                                                            |                                                                                            |
| 2000                       |                                                                                            | Наталья Пономарёва / Евгений Свиридов                                                      | Ирина Шабанова / Артём Князев                                                              |                                                                                            |
| 2001                       |                                                                                            | Наталья Пономарёва / Евгений Свиридов                                                      | Марина Аганина / Артём Князев                                                              | Не было других участников                                                                  |
| 2002                       |                                                                                            | Наталья Пономарёва / Евгений Свиридов                                                      | Марина Аганина / Артём Князев                                                              |                                                                                            |
| 2003                       |                                                                                            | Наталья Пономарёва / Евгений Свиридов                                                      | Марина Аганина / Артём Князев                                                              | Не было других участников                                                                  |
| 2004                       |                                                                                            | Марина Аганина / Артём Князев                                                              | Наталья Пономарёва / Евгений Свиридов                                                      | Не было других участников                                                                  |
| 2005                       |                                                                                            | Марина Аганина / Артём Князев                                                              | Не было других участников                                                                  | Не было других участников                                                                  |
| 2006 -2009                 | Соревнования не проводились                                                                | Соревнования не проводились                                                                | Соревнования не проводились                                                                | Соревнования не проводились                                                                |
| 2010                       |                                                                                            | Марина Аганина / Дмитрий Зобнин                                                            | Не было других участников                                                                  | Не было других участников                                                                  |
| 2011                       |                                                                                            | Евгения Исмагилова / Арсен Мирзоян                                                         | Александра Ким / Хасан Давлатов                                                            | Вероника Бектагирова / Баходир Давлятов                                                    |
| 2021                       | Сазонова Анастасия / Ташмухамедов Жамшид золото Ли Мария-Чихо / Фахритдинов Шодмон серебро | Сазонова Анастасия / Ташмухамедов Жамшид золото Ли Мария-Чихо / Фахритдинов Шодмон серебро | Сазонова Анастасия / Ташмухамедов Жамшид золото Ли Мария-Чихо / Фахритдинов Шодмон серебро | Сазонова Анастасия / Ташмухамедов Жамшид золото Ли Мария-Чихо / Фахритдинов Шодмон серебро |

### Танцы на льду
| Медалисты в танцах на льду | Медалисты в танцах на льду  | Медалисты в танцах на льду        | Медалисты в танцах на льду             | Медалисты в танцах на льду         |                           |
| -------------------------- | --------------------------- | --------------------------------- | -------------------------------------- | ---------------------------------- | ------------------------- |
| Год                        | Место проведения            | Золото                            | Серебро                                | Бронза                             |                           |
| 1999                       |                             | Ольга Акимова / Андрей Дриганов   |                                        |                                    |                           |
| 2000                       |                             | Ольга Акимова / Андрей Дриганов   |                                        | Юлия Клочко / Рамиль Саркулов      |                           |
| 2001                       |                             | Ольга Акимова / Андрей Дриганов   | Юлия Клочко / Рамиль Саркулов          | Олеся Пронина / Виталий Баранов    |                           |
| 2002                       |                             | Юлия Клочко / Рамиль Саркулов     | Ольга Акимова / Андрей Дриганов        |                                    |                           |
| 2003                       |                             | Ольга Акимова / Андрей Дриганов   | Олеся Пронина / Владимир Сучков        | Алина Сапрыкина / Дмитрий Кабак    |                           |
| 2004                       |                             | Ольга Акимова / Александр Шакалов | Эшли Дуенас / Рамиль Саркулов          | Алина Сапрыкина / Дмитрий Кабак    |                           |
| 2005                       |                             | Ольга Акимова / Александр Шакалов | Валерия Фёдорова / Александр Куропатко | Не было других участников          | Не было других участников |
| 2006 -2009                 | Соревнования не проводились | Соревнования не проводились       | Соревнования не проводились            | Соревнования не проводились        |                           |
| 2010                       |                             | Мария Попкова / Виктор Коваленко  | Валерия Фёдорова / Александр Куропатко | Не было других участников          |                           |
| 2011                       |                             | Анна Нагорняк / Виктор Коваленко  | Валерия Фёдорова / Александр Куропатко | Амира Миралимова / Шахрух Султанов |                           |
| 2012 -2017                 | Соревнования проводились    | Соревнования проводились          | Соревнования проводились               | Соревнования проводились           |                           |